# Leavenworthia alabamica
Leavenworthia alabamica är en korsblommig växtart som beskrevs av Reed Clark Rollins. Leavenworthia alabamica ingår i släktet Leavenworthia och familjen korsblommiga växter. Inga underarter finns listade i Catalogue of Life.